# Scopula consentanea
Scopula consentanea là một loài bướm đêm trong họ Geometridae.